# Chloe Coleman
Chloe Coleman, född den 11 december 2008, är en amerikansk barnskådespelare.
Coleman har medverkat i ett flertal film och TV-serieproduktioner. Bland annat har haft en ledande roll filmen My Spy från 2020. Under 2022 medverkade hon bland annat i filmerna Marry Me och 65, där hon spelade en av de ledande rollerna. Under 2023 i Dungeons & Dragons: Honor Among Thieves och Pain Hustlers där hon har en av de ledande rollerna.

## Filmografi (i urval)
- 2020: My Spy
- 2022: Marry Me
- 2022: 65
- 2023: Pain Hustlers
- 2023: Dungeons & Dragons: Honor Among Thieves
- 2024 – My Spy: The Eternal City